# Ли Жунхуа
Ли Жунхуа (кит. упр. 李荣华; род. 21 сентября 1956, неизвестно) — китайская гребная рулевая, выступавшая за сборную Китая по академической гребле в конце 1980-х — начале 1990-х годов. Серебряная и бронзовая призёрка летних Олимпийских игр в Сеуле, чемпионка Азиатских игр в Сеуле, участница многих регат национального и международного значения.

## Биография
Ли Жунхуа родилась 21 сентября 1956 года.
Первого серьёзного успеха на взрослом международном уровне добилась в сезоне 1986 года, когда вошла в основной состав китайской национальной сборной и побывала на Азиатских играх в Сеуле, откуда привезла награду золотого достоинства, выигранную в зачёте распашных рулевых четвёрок.
Благодаря череде удачных выступлений удостоилась права защищать честь страны на летних Олимпийских играх 1988 года в Сеуле, где стартовала сразу в двух женских распашных дисциплинах. В составе четырёхместного рулевого экипажа, куда также вошли гребчихи Чжан Сянхуа, Ян Сяо, Ху Ядун и Чжоу Шоуин, показала в финале второй результат, отстав почти на три секунды от титулованной команды Восточной Германии, и тем самым завоевала серебряную олимпийскую медаль. При этом в восьмёрках совместно с Чжоу Сюхуа, Чжан Яли, Хэ Яньвэнь, Хань Яцинь, Ху Ядун, Ян Сяо, Чжан Сянхуа и Чжоу Шоуин в решающем финальном заезде пришла к финишу третьей позади экипажей из ГДР и Румынии — таким образом добавила в послужной список бронзовую олимпийскую награду.
В 1990 году была пятой в восьмёрках на мировом первенстве в Тасмании.
На чемпионате мира 1991 года в Вене показала седьмой результат в восьмёрках.
Находясь в числе лидеров гребной команды Китая, благополучно прошла отбор на Олимпийские игры 1992 года в Барселоне. На сей раз попасть в число призёров не смогла, финишировала в рулевых восьмёрках пятой.
После барселонской Олимпиады Ли ещё в течение некоторого времени оставалась в составе китайской национальной сборной и продолжала принимать участие в крупнейших международных регатах. Так, в 1993 году она выступила на мировом первенстве в Рачице, где заняла четвёртое место в восьмёрках. Вскоре по окончании этих соревнований приняла решение завершить спортивную карьеру.